# (Sittin' On) The Dock of the Bay
(Sittin' On) The Dock of the Bay är en låt av soulartisten Otis Redding. Det var den sista låten han skrev; den spelades in tre dagar innan han dog i en flygplansolycka den 10 december 1967. Otis var då på väg att spela i den amerikanska staden Madison, Wisconsin med sitt backupband The Bar-Kays. I slutet av låten kan man höra Redding vissla, och det var egentligen tänkt att där istället skulle vara mer text när Redding väl kommit på den.
Låten släpptes sedan som postum singel i januari 1968 och blev Otis Reddings största hitsingel, både i USA och Europa. Den belönades med två Grammy Awards.
Magasinet Rolling Stone rankade låten som #28 på sin lista The 500 Greatest Songs of All Time.

## Listplaceringar
| Lista (1968)   | Position                  |
| -------------- | ------------------------- |
| Australien     | 12 (Go Set)               |
| Flandern       | 11                        |
| Frankrike      | 9                         |
| Irland         | 13                        |
| Kanada         | 7 (RPM)                   |
| Nederländerna  | 4                         |
| Norge          | 2 (VG-lista)              |
| Nya Zeeland    | 3                         |
| Schweiz        | 7                         |
| Spanien        | 7                         |
| Storbritannien | 3                         |
| USA            | 1 (Billboard Hot 100)     |
| USA            | 1 (Billboard R&B Singles) |
| Vallonien      | 4                         |
| Västtyskland   | 16                        |